# 荒漠巨蜥
荒漠巨蜥，又名沙漠巨蜥，是北非及亞洲西部的巨蜥。

## 特徵

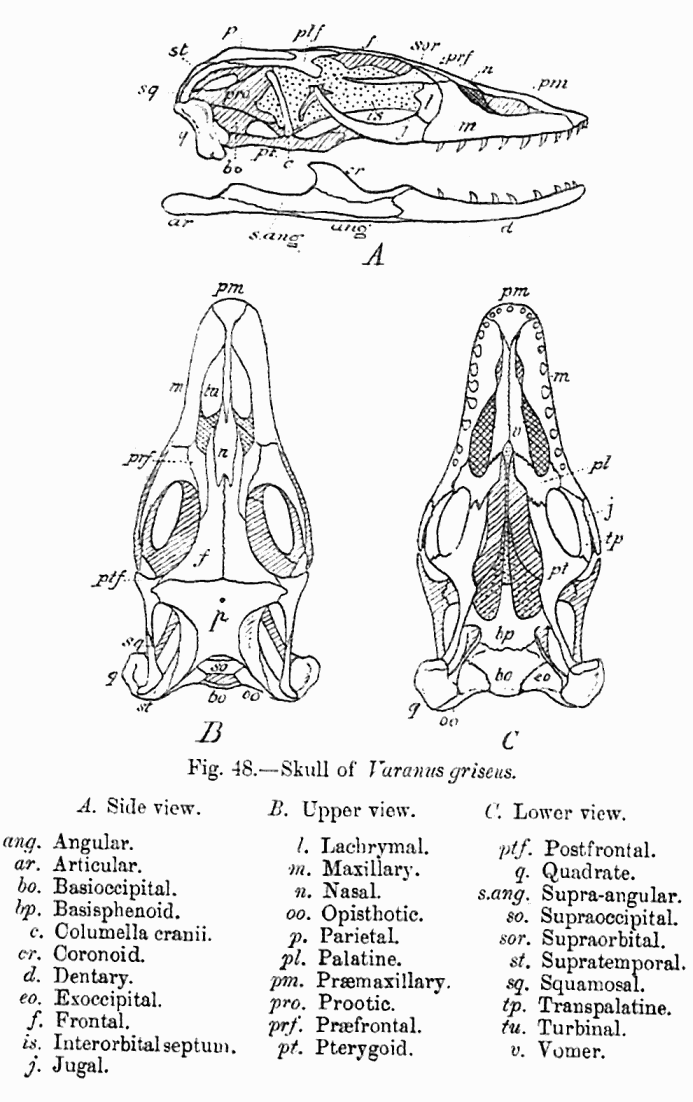
荒漠巨蜥的頭顱骨。

荒漠巨蜥體長約1呎10吋，尾巴長約2呎4吋，牙齒尖銳。吻端凹陷，鼻孔斜開，較接近眼窩。腳趾較短，尾巴圓或稍為扁平。頭部的鱗片非常細小，背部鱗片細小及光滑。在頸部兩側的鱗片呈錐形。腹部鱗片光滑，共有110-125行。牠們呈灰黃色，或多或少有一些褐色的斑紋。幼蜥有黃色圓點及深褐色的斑紋。

## 分佈
荒漠巨蜥分佈在土耳其、摩洛哥、阿爾及利亞、突尼西亞、利比亞、埃及、以色列、敘利亞、黎巴嫩、伊朗、阿拉伯、阿曼、土庫曼、哈薩克、烏茲別克、塔吉克斯坦、吉爾吉斯斯坦、撒哈拉西部、毛利塔尼亞、馬里、尼日爾、乍得、蘇丹、阿富汗、伊朗、巴基斯坦及印度西南部。

## 外部連結
- TIGR Reptile Database上的Varanus griseus